# 고난 버스
고난 버스 주식회사(영어: Konan Bus Co., Ltd, 일본어: 弘南バス株式会社)는 아오모리현 히로사키시에 본사를 둔 버스 운수 업체이다.